# Singurătatea florilor
Singurătatea florilor este un film românesc din 1976, regizat de Mihai Constantinescu după scenariul prozatorului Octav Pancu-Iași. Rolurile principale au fost interpretate de actorii Radu Beligan, Toma Caragiu, Valeria Gagialov, Micaela Caracaș, Colea Răutu și George Constantin.
Subiectul filmului îl reprezintă primirea unui buchet de flori de către un medic egoist și insensibil și încercarea nereușită a acestuia de a-l oferi altor persoane. Medicul este refuzat de rude și prieteni, pentru că aceștia l-au scos din viața lor și nu mai vor să-l primească înapoi.

## Rezumat
Medicul Ovidiu Pavel (Radu Beligan) lucrează la o mare întreprindere bucureșteană IOT, cu mii de angajați. El este o persoană singuratică, orgolioasă și egoistă. A divorțat cu trei ani în urmă de soția sa, Ema (Valeria Gagialov), și ea de profesie medic, după o legătură sentimentală pasageră. Fiica lor, Mirela (Micaela Caracaș), a absolvit între timp liceul și nu a reușit să ia examenul de admitere la facultate. Conducându-și fiica pentru a se angaja la uzina unde lucrează el, medicul intră într-un bar din apropiere. O țigancă îi oferă un buchet de trandafiri, iar Pavel îl cumpără și își aduce aminte de o întâmplare petrecută cu o scurtă perioadă în urmă.
În prima sa zi de concediu, doctorul primește acasă un buchet de flori adus de un comisionar. Expeditorul este o femeie necunoscută cu numele de Olimpia Dumitrescu sau Dumitran. Medicul vrea să refuze buchetul, spunând că nu are nevoie de flori, dar comisionarul insistă să i le înmâneze pentru că primisese bacșiș. Pavel ia un taxi condus de șoferul Grigore Pascu (Toma Caragiu) și se duce la IOT. El află acolo că Olimpia Dumitran este o femeie care lucrează la laboratorul CTC și fusese internată în spital de către dr. Dănilă (George Constantin), din cauza unei probleme de sănătate; fata îi trimisese florile în semn de recunoștință. Întrebând-o pe asistentă ce să facă el cu florile, ea îi recomandă să le pună acasă într-o vază sau să ofere unei alte persoane.
Pavel ia același taxi și se plimbă cu el prin București, gândindu-se ce să facă cu florile. El ajunge la apartamentul din Titan unde locuiesc fosta lui soție și fiica lor, dar este primit rece pentru că nu mai trecuse pe acolo de multă vreme și nu se mai interesase de soarta lor. Fiica sa îi reproșează că îi trimisese lunar pensia alimentară, fără să vină vreodată în vizită sau măcar să o întrebe ce mai face. Doctorul încearcă să lase acolo buchetul de flori, dar nici fosta soție și nici fiica nu vor să-l primească. Taximetristul observă mirat că Pavel se întorsese cu buchetul și îi spune că a citit într-o revistă că florile au suflet ca și oamenii și sunt sensibile la problemele de morală.
Taximetristul îl duce pe Pavel la stadionul Politehnica, unde dr. Dănilă conduce antrenamentul echipei de rugby. Colegul său îi reproșează că își închipuie că el trăiește cu toate pacientele și că nu l-a susținut cu prilejul unei ședințe care a avut loc cu câțiva ani în urmă, deși cunoștea adevărul. Dănilă refuză să primească florile.
Deoarece Pascu urma să-și termine tura, medicul îi plătește cursa de trei ore și îl invită să bea împreună ceva. Taximetristul refuză să primească bacșiș de la Pavel și-l duce la el acasă pentru a-l servi cu un pahar de vin. Grigore Pascu locuia într-o casă ce urma a fi demolată și avea șase copii și un nepot. În timp ce-l servea cu vin, taximetristul îi spune că doctorului că „fericirea este prima datorie a omului, iar nefericirea cel mai mare păcat al său”. Pavel se simte contrariat că a fost invitat acasă la un necunoscut, dar Pascu îi răspunde că și-a dat seama că medicul a avut o zi grea și că acesta nu era nici obișnuit și nici pregătit să aibă zile grele. Doctorul observă viața fericită de familie a taximetristului și începe să se întrebe ce-i lipsește lui pentru a fi fericit. El i-a fost pentru un an profesor de anatomie la liceu lui Fănel (Constantin Fugașin), fiul cel mare al lui Pascu. Băiatul devenise muncitor frezor la Uzina Republica și, deși se simte fericit cu meseria sa, îi reproșează fostului său profesor că îi sfătuia pe elevi să facă ceva în care nici el nu credea. Medicul îi oferă florile soției taximetristului, dar aceasta le refuză și ea, la sfatul lui Fănel.
Pavel îl invită pe Grigore Pascu la fratele său, Dumitru (Colea Răutu), care își serba ziua de naștere. Deoarece schimbul său, Gică (Gheorghe Visu), avea teză la chimie la liceul seral, taximetristul rămâne la garaj să doarmă o oră pentru a-și reveni din beție și apoi să-i țină tura. Medicul se duce singur la fratele său, care avea o petrecere cu mâncare, muzică și invitați. Dumitru este mirat că a fost vizitat de Ovidiu și se declară onorat de vizita doctorului în casa unor muncitori. El avea doar patru clase și renunțase la școală pentru a munci în fabrică și a-l ține la liceu și la facultate pe Ovidiu. Medicul își dojenește fratele că fumează și că bea alcool și cafea, după ce suferise un infarct, spunându-i că-și bate joc de viața sa. Dumitru îi spune însă că se simte bine așa și îi reproșează fratelui său singurătatea în care trăia (fără soție, fără copii, fără prieteni) și lipsa bucuriei de a trăi printre oameni. El îi recomandă să înceapă o nouă viață.
După intrarea în tură, Pascu se duce să-l ia pe dr. Pavel de la locuința fratelui său și observă că acesta se întoarce cu buchetul de flori. Ajuns acasă, medicul lasă florile pe scările blocului și intră în apartament, unde-l aștepta fiica sa. Aceasta își dăduse seama că tatăl ei avusese o zi grea și-i adusese un buchet de flori. Pavel începe să reflecteze cu privire la viața sa.
Amintirile medicului se termină aici, iar acesta iese din bar pentru a se întâlni cu fiica sa. Cei doi iau un taxi care era condus prin coincidență chiar de Grigore Pascu.

## Distribuție
- Radu Beligan — doctorul Ovidiu Pavel
- Toma Caragiu — taximetristul Grigore Pascu
- Valeria Gagialov — Ema, fosta soție a doctorului Pavel
- Micaela Caracaș — Mirela, fiica dr. Pavel și a Emei
- Colea Răutu — maistrul Dumitru Pavel, fratele mai mare al lui Ovidiu
- George Constantin — doctorul Dănilă, coleg cu dr. Pavel
- Ica Matache — Sofica, soția lui Grigore Pascu
- Eugenia Bosînceanu — soția lui Dumitru Pavel
- Gheorghe Visu — taximetristul Gică, șoferul de schimb al lui Pascu
- Adina Popescu — Tanța, colega și prietena lui Gică
- Constantin Fugașin — Fănel, fiul cel mare al lui Grigore Pascu, muncitor frezor la Uzina Republica
- Coca Andronescu — Melania, dispecera de la ITB
- Teodor Mazilu — taximetristul Gigel Ștefănescu, iubitul Melaniei
- Mircea Constantinescu Govora
- Dorina Done — femeia care se grăbește să ajungă la gară
- Andrei Codarcea — muncitorul Tănăsache, coleg de serviciu cu Dumitru Pavel
- Dan Nicolae
- Iuliana Delea
- Paula Chiuaru
- Vasile Dumitru
- George Negoescu — comisionarul de la Florăria Codlea
- Ileana Codarcea
- Geta Enacovici
- Eugenia Ardeleanu
- Ion Colomieț
- Dumitru Crăciun — muncitorul frezor Bituși, coleg de serviciu cu Dumitru Pavel
- Petre Kuhn
- Alexandru Manea
- Ion Smeianu
- Camelia Pereț
- Dumitru Ghiuzelea
- Nicolae Manolache
- Constantin Florescu
- Bogdan Constantinescu — copil
- Lucian Maldea — copil
- Eleodor Roșca — copil
- Georgeta Roșca — copil
- Raluca Beligan — copil
- Carmen Dinu — copil

## Producție
Scenariul filmului a fost scris, conform contractelor, de Mihai Valter (75%) și Octav Pancu-Iași (25%), după o idee a dramaturgului Teodor Mazilu. Pe generic este creditat însă doar Octav Pancu-Iași. Filmul a intrat în faza de producție în martie 1975. Filmările au avut loc în vara anului 1975. Regizor secund a fost Remus Nastu.
Pentru rolul fratelui medicului Ovidiu Pavel, regizorul s-a gândit la Colea Răutu. Actorul a acceptat fără niciun fel de rezerve acel rol, deși avea o durată de apariție redusă. Mihai Constantinescu afirma că, în opinia lui, rolul lui Colea Răutu este „unul dintre cele mai izbutite din cariera sa”. În film apare și fiica mai mică a lui Radu Beligan, Raluca.
Muzica a fost compusă de Temistocle Popa și interpretată de Orchestra Perpetuum Mobile dirijată de Ion Cristinoiu. Filmul a fost realizat în studiourile Centrului de Producție Cinematografică București. Copia standard a fost definitivată la 26 noiembrie 1975. Cheltuielile de producție s-au ridicat la 2.569.000 lei.
Scenaristul Octav Pancu-Iași (1929-1975) a decedat în dimineața zilei de 16 sau 17 aprilie 1975, numele său fiind trecut pe genericul filmului încadrat în chenar negru. Și numele actorului Mircea Constantinescu Govora apare în chenar negru.

## Recepție
Filmul Singurătatea florilor a fost vizionat de 1.408.029 de spectatori la cinematografele din România, după cum atestă o situație a numărului de spectatori înregistrat de filmele românești de la data premierei și până la data de 31.12.2007 alcătuită de Centrul Național al Cinematografiei.
Într-un articol publicat în revista Cinema (nr. 2/1976), Alice Mănoiu remarca următoarele: „«În căutarea sentimentului pierdut» s-ar putea intitula cursa prin oraș. Important e că parfumul florilor singuratice persistă chiar atunci când grădina e năpădită de argumente epice prozaice, când filmul nu găsește totdeauna tonul elegant-amărui cu care admonestăm egoismul și afecțiunea drămuită, și lipsa de afecțiune, și lipsa de recunoștință, și încă multe alte absențe dintr-un bilanț sentimental falimentar”.
În Istoria filmului românesc (1897-2000) (Ed. Fundației Culturale Române, București, 2000), criticul Călin Căliman considera că Singurătatea florilor este un film „sensibil și delicat (...), cu câteva partituri actoricești generoase pentru Radu Beligan (un medic ursuz, cu complicații familiale, care primește într-o bună zi… un buchet de flori de care încearcă să se debaraseze de parcă ar avea la el o bombă cu hidrogen), Toma Caragiu (un șofer de taxi bonom, cu umor înțelept), George Constantin (un prieten al eroului, angrenat într-o confruntare tensionată) (...)”.
Criticul Tudor Caranfil a dat filmului o stea din cinci și a făcut următorul comentariu: „Un medic însingurat, egoist și orgolios, primește, într-o zi, un buchet de flori care-l pune pe jar. Un modest taximetrist, familist și coleg devotat, îl ajută să-l identifice pe expeditor și să se regăsească pe sine. Film „de educație” și „actualitate”, lăudabil în intenții dar modest în expresie, ca în secvența lecției de morală pe care șoferul de taxi, structural diferit, o administrează, cu înțelepciune bonomă, doctorului, alienat de succesul său social.”
Analizând acest film, Marian Rădulescu îl consideră drept o pseudo-dramă psihologică cu elemente de comedie lirică, care „seduce spectatorii nostalgici prin dialoguri (...) și câteva interpretări actoricești remarcabile”, deși limbajul cinematografic folosit de regizor este „la limita mediocrului”. Medicul realizat pe plan profesional, dar ratat în viața sentimentală distrusă de propriul egoism, are norocul să întâlnească într-o zi un taximetrist filozof, „un duhovnic socratic al timpurilor moderne”, care-l plimbă prin București în scopul de a-l scăpa de un buchet de flori de care medicul vrea cu orice preț să se debaraseze. Nimeni însă nu i le primește deoarece „cel care le dăruiește și-a pierdut omenia în ochii destinatarilor”, iar, în mâna lui, florile par a fi de plastic. În urma întâlnirilor pe care le are cu diferite persoane, călătoria doctorului se transformă „într-un posibil drum al Damascului”.
Jurnalistul Cristian Tudor Popescu, doctor în cinematografie și profesor asociat la UNATC, considera că filmul Singurătatea florilor se înscrie printre filmele care prezintă „un univers fictiv, o Românie paralelă”.